# Sonda de hibridación
En biología molecular, una sonda de hibridación es un fragmento de ADN o ARN de longitud variable (habitualmente 100-1000 bases) que puede ser marcado radioactivamente o por fluorescencia. Se utiliza en el estudio de muestras de ADN o ARN para detectar la presencia de secuencias de nucleótidos (ADN o ARN diana) que son complementarias a la secuencia de la sonda. La sonda hibrida con una sola cadena de ácidos nucleicos (ADN o ARN) cuya secuencia de bases permite que la sonda objetivo se una a los pares de bases del objetivo debido a la complementariedad entre ambas. La sonda marcada primero es desnaturalizada (por calentamiento o bajo condiciones alcalinas tales como la exposición al hidróxido de sodio) en el ADN de cadena sencilla (ssDNA) y luego hibridada al ssDNA diana por (Southern blot) o al ARN por (Northern blot) inmovilizado en una membrana o in situ.
Para detectar la hibridación de la sonda con su secuencia diana, la sonda se marca (o etiqueta) con un marcador molecular radiactivo o fluorescente; los marcadores más utilizados son 32P  (un isótopo radioactivo de fósforo incorporado en el enlace fosfodiéster de la sonda) o digoxigenina, que no es radioactivo, es un marcador basado en anticuerpos. Las secuencias de ADN o los ARN transcritos que tienen una similitud moderada o alta con la secuencia de la sonda son detectadas mediante la visualización de la sonda hibridada por autorradiografía u otras técnicas de imagen. Normalmente, se toman las imágenes de rayos X del filtro, o el filtro se coloca bajo luz ultravioleta.  La detección de estas secuencias con similitud moderada o alta depende de lo estrictas que fueran las condiciones de hibridación aplicadas: si son de alto rigor, tales como temperatura de hibridación alta y baja salinidad de los tampones de hibridación, sólo permiten la hibridación entre ácidos nucleicos con secuencias muy similares; mientras que si son de bajo rigor, como a baja temperatura y alta concentración de sales, la hibridación permite que las secuencias sean menos similares. 
Las sondas de hibridación usadas en chips de ADN se refieren a ADN unido covalentemente a una superficie inerte, como portaobjetos de vidrio recubiertos o microarray, al que se hibrida una diana de ADNc móvil. Dependiendo del método que se use, la sonda puede ser sintetizada utilizando el método de fosforamidita, o puede ser generada y etiquetada mediante amplificación por PCR o la clonación (ambos son métodos más antiguos). Para aumentar la estabilidad in vivo de la sonda no se utiliza ARN. En su lugar, se pueden utilizar ARN análogos, en particular, derivados del morfolino. Sondas moleculares basadas en el ADN o en el ARN son rutinariamente utilizadas en el cribado de bibliotecas genómicas, la detección de secuencias de nucleótidos con métodos de transferencia, y en otras tecnologías genéticas, como los microarrays.

## Algunos tipos de sondas
- Sondas Scorpion®
- Sondas Molecular Beacon
- Sondas TaqMan®
- Sondas LNA® (Ácido nucleico bloqueado)
- Cycling Probe Technology (CPT)

## Usos en ecología microbiana
Dentro del campo de la ecología microbiana, las sondas de oligonucleótidos se utilizan con el fin de determinar la presencia de especies microbianas, géneros o microorganismos clasificados a un nivel más amplio, como bacterias, arqueas y eucariotas a través de la hibridación fluorescente in situ (FISH). Las sondas de ARNr han permitido a los científicos visualizar microorganismos, aún no cultivados en el laboratorio, mediante la recuperación de secuencias de ARNr directamente del entorno. Algunos ejemplos de este tipo de microorganismos son:
- Nevskia ramosa: Es una bacteria neuston que forma las típicas rosetas de ramas dicotómicas en la superficie de hábitats de agua dulce poco profundos.[5]
- Achromatium oxaliferum: Esta enorme bacteria (longitud celular de hasta >100 µm, diámetro de hasta 50 µm) contiene glóbulos de azufre e inclusiones masivas de calcita y habita en las capas superiores de los sedimentos de agua dulce. Es visible a simple vista y, por su resistencia al cultivo, ha desconcertado a generaciones de microbiólogos.[6]

### Limitaciones
En algunos casos, la diferenciación entre especies puede ser problemática cuando se utilizan secuencias de 16S ARNr debido a su similitud. En estos casos, el 23S ARNr puede ser una mejor alternativa. La biblioteca global estándar de secuencias de ARNr es cada vez más grande y se actualiza continuamente, por lo que no se puede descartar fácilmente la posibilidad de que se produzca un evento de hibridación aleatorio entre una sonda diseñada específicamente (basada en datos completos y actuales de una serie de organismos de prueba) y un organismo objetivo no deseado/desconocido. Por el contrario, es plausible que existan microorganismos, aún no identificados, que sean filogenéticamente miembros de un grupo objetivo de la sonda, pero que tengan sitios objetivo parciales o casi perfectos, lo que suele aplicarse cuando se diseñan sondas específicas para un grupo.
Probablemente, la mayor limitación práctica de esta técnica es la falta de automatización disponible.

## Uso en la ciencia forense
En la ciencia forense, las sondas de hibridación se usan, por ejemplo, para la detección de las regiones con repeticiones en tándem cortas (microsatélites) y en los polimorfismos de longitud de fragmentos de restricción (RFLP), todos ellos son ampliamente utilizados como parte del análisis de ADN.